# Hotična
Hotična este o localitate din comuna Hrpelje-Kozina, Slovenia, cu o populație de 60 de locuitori.